# 松山巖
松山 巌（まつやま いわお、1945年7月11日 - ）は、日本の小説家・評論家。略字の松山巌で表記されることもある。

## 来歴・人物
東京都生まれ。東京芸術大学建築学科を卒業後、友人と建築設計事務所を設立して住宅設計に関わるが、その傍ら、建築雑誌に翻訳や紹介記事を執筆。事務所は10年ほどで閉じ、執筆に専念する。
1985年、評論『乱歩と東京―1920都市の貌』で第38回日本推理作家協会賞評論その他の部門受賞。建築論、都市論などで知られるがその後小説も書く。1993年『うわさの遠近法』でサントリー学芸賞、1996年『闇の中の石』で第7回伊藤整文学賞、1997年『群集』で第48回読売文学賞受賞。伊藤整文学賞選考委員も務めた。
東京理科大学理工学部、法政大学教養学部、東京芸術大学建築学科などで非常勤講師も務めた。
また「垣芝折多」という変名で『偽書百選』という、存在しない「奇書・珍書」を紹介する奇書も刊行している。

## 著作
- 『乱歩と東京―1920都市の貌』PARCO出版、1984 のちちくま学芸文庫、双葉文庫
- 『まぼろしのインテリア』作品社 1985 「百年の棲家」と改題、ちくま学芸文庫
- 『世紀末の一年 一九〇〇年＝大日本帝国』朝日新聞社 1987 のち朝日選書
- 『都市という廃墟 二つの戦後と三島由紀夫』新潮社 1988 のちちくま文庫
- 『うわさの遠近法』青土社 1993 のち講談社学術文庫、ちくま学芸文庫
- 『偽書百選』（垣芝折多名義）1994 文藝春秋 のち文春文庫
- 『闇のなかの石』文藝春秋 1995
- 『肌寒き島国 「近代日本の夢」を歩く』朝日新聞社 1995
- 『銀ヤンマ、匂いガラス』毎日新聞社 1996
- 『群衆―機械のなかの難民』読売新聞社、1996 のち中公文庫
- 『日光』朝日新聞社 1999
- 『松山巖の仕事』中央公論新社、2001

1 路上の症候群 1978-2000
2 手の孤独、手の力
- 『ラクちゃん』偕成社 2002
- 『くるーりくるくる』幻戯書房 2003
- 『住み家殺人事件 建築論ノート』みすず書房 2004
- 『建築はほほえむ』西田書店 2004
- 『猫風船』みすず書房 2007
- 『ちょっと怠けるヒント』幻戯書房 2010
- 『須賀敦子の方へ』新潮社、2014/新潮文庫、2018
- 『ちちんぷいぷい』中央公論新社、2016
- 『本を読む。 松山巖書評集』西田書店、2018

### 編著共著
- 『ミステリー・ランドの人々』 川村湊共編、作品社 1989
- 『国会議事堂』 白谷達也写真、朝日新聞出版 1980
- 『うその学校』 池内紀共著、筑摩書房 1994
- 『三人よれば楽しい読書』 井上ひさし・井田真木子共著、西田書店 2018